# 井俣太良
井俣 太良（いまた たいら、1975年9月24日 - ）は日本の俳優。身長177cm。血液型はO型。劇団少年社中の創立メンバー。

## 人物
愛知県名古屋市の東邦高等学校の演劇部出身であり、早稲田大学演劇研究会（通称：劇研）を経て、1997年に毛利亘宏らとともに劇団少年社中を旗揚げ。Ace Agent所属。

## 出演

### テレビドラマ
- FACE MAKER 第6話（2010年11月11日、日本テレビ） - 医療機器業者 役
- 相棒（テレビ朝日）
  - Season9 第7話（2010年12月8日） - バーテンダー 役
  - Season21 第3話（2022年10月27日） - 冨樫昌孝（覚醒剤売人の元締）役
- グッドライフ〜ありがとう、パパ。さよなら〜	第1話（2011年4月19日、関西テレビ）
- 霧に棲む悪魔 第14話・最終話 （2011年4月28日、7月1日、フジテレビ）
- O-PARTS〜オーパーツ〜 FINAL STAGE	（2012年3月1日、フジテレビ）
- 37歳で医者になった僕〜研修医純情物語〜 Final case（2012年6月19日、フジテレビ）
- 介護ヘルパー紫雨子の事件簿「過去を捨てた男」（2013年9月4日、テレビ東京） - 刑事 役
- ドクターX〜外科医・大門未知子〜 シリーズ（テレビ朝日）
  - 第2期 第8話 （2013年12月12日） - 村田健次郎 役
  - 第7期 第4話（2021年11月4日） - 大川舜一郎 役
- 土曜ワイド劇場（テレビ朝日）
  - 「温泉若おかみの殺人推理 四国香川〜初夜に殺された瀬戸の花嫁」（2014年3月1日） - 琴平中央警察署 刑事 役
  - 「森村誠一の喪中欠礼〜 終着駅の牛尾刑事vs事件記者・冴子」（2014年12月27日） - 山岡が宿泊したホテルの案内係 役
  - 「救急救命士・牧田さおり「10同窓会に緊急出動!! 恩師が謎の投身自殺…サクラ草が舞散る殺人現場の秘密」（2015年5月9日） - 三村康 役
  - 「刑事一徹〜命懸けで捜査に挑む 犯人より心配性な男」（2016年7月23日） - 加藤信也 役
- HERO 第1話（2014年7月14日、フジテレビ）
- 仮面ライダードライブ（2014年10月5日 - 2015年9月27日、テレビ朝日） - 追田現八郎 役
  - 手裏剣戦隊ニンニンジャーVS仮面ライダードライブ 春休み合体1時間スペシャル（2015年3月29日）
- ヒガンバナ〜警視庁捜査七課〜 第2話（2016年1月20日、日本テレビ）
- 最上の命医 第2話（2016年2月10日、テレビ東京） - 北条の秘書 役
- 刑事7人 第3話（2016年7月27日、テレビ東京） - 「ヒルズスカイビル」の一般客 役
- 税務調査官・窓際太郎の事件簿（2017年5月8日、TBS ） - 「和歌山まちかどケーブルテレビ」カメラマン 役
- 科捜研の女 シリーズ（テレビ朝日）
  - 第17シリーズ File.8（2017年12月14日） - 多田肇 役
  - 第20シリーズ 最終回（2020年12月17日） - 名村康祐（株式会社リモートメディア プログラマー） 役
- モブサイコ100（2018年3月22日、テレビ東京）
- タリオ 復讐代行の2人 第5話（2020年11月6日、NHK総合、NHK BS4K） - 赤木俊平（美佐子の元恋人） 役
- 華麗なる一族　第12話（2021年7月11日、WOWOWプライム）

### 映画
- 青い魚（1999年3月27日）
- ボン・ボヤージュ！（2004年12月11日）
- 小さなユリと 第一章夕方の三十分（2012年7月15日） - 主演・新太 役
- 仮面ライダーシリーズ（東映）
  - 仮面ライダー×仮面ライダー ドライブ&鎧武 MOVIE大戦フルスロットル（2014年12月13日） - 追田現八郎 役
  - スーパーヒーロー大戦GP 仮面ライダー3号（2015年3月21日） - 追田現八郎 / チーターカタツムリ 役
  - 劇場版 仮面ライダードライブ サプライズ・フューチャー（2015年8月8日） - 追田現八郎 役
  - 仮面ライダー×仮面ライダー ゴースト&ドライブ 超MOVIE大戦ジェネシス（2015年12月12日） - 追田現八郎 役
- GOZEN-純恋の剣-（2019年7月5日公開、東映） - 白河三太夫 役

### Webドラマ
- BeeTV　「のぞき穴」第4話（2012年11月1日）
- 仮面ライダーシリーズ
  - dビデオスペシャル 仮面ライダー4号（2015年、dビデオ） - チーターカタツムリの声 役
  - 仮面ライダーリバイス The Mystery（2022年1月30日 - 2月27日、TELASA） - 追田現八郎 役[4]
  - 仮面ライダージュウガVS仮面ライダーオルテカ（2023年4月30日・5月7日、東映特撮ファンクラブ） - 追田現八郎 役 [5]

### オリジナルビデオ
- * 仮面ライダーシリーズ - 追田現八郎 役
  - 仮面ライダードライブ シークレット・ミッション type TV-KUN ハンター&モンスター! 超怪盗の謎を追え!（2014年11月26日）
  - 仮面ライダードライブ シークレット・ミッション type TOKUJO（2015年 - 2016年）
  - ドライブサーガ
    - 仮面ライダーチェイサー（2016年4月20日）
    - 仮面ライダーマッハ / 仮面ライダーハート（2016年11月16日）

### イベント
- 仮面ライダードライブスペシャルイベント「特殊状況下事件捜査ファイルcase.1 なぜゴールデンウィークの新高輪は熱いのか」（グランドプリンスホテル新高輪飛天）
  - 「特殊状況下事件捜査ファイルcase.1 なぜゴールデンウィークの新高輪は熱いのか」（2015年5月3日 - 4日） - チーターカタツムリの声 役
  - 「番組キャストトークショー」（2015年5月4日） - 追田現八郎 役
- 仮面ライダードライブ「ファイナルステージ＆番組キャストトークショー」（2015年10月4日、オリックス劇場、2015年10月12日、中野サンプラザ） - 追田現八郎 / 仮面ライダー現八郎 役
- 「テレ朝夏祭り」ヒーローショー＆夏映画スペシャルイベント（2015年8月3日・ 5日、六本木ヒルズアリーナ）

### 舞台
- 少年社中　
  - 少年社中旗揚試演会「侍核-サムライ・コア〜」（1998年1月29日 - 2月2日、大隈講堂裏劇研アトリエ）
  - 第1回公演「EL ALQUIMISTA-アルケミスト〜」（1998年7月15日 - 22日、大隈講堂裏劇研アトリエ）
  - 第2回公演「LIFE IS HARD ディレクターズカット」（1998年10月7日 - 14日、大隈講堂裏劇研アトリエ）
  - 第3回公演「GHOST JACK-ゴーストジャッ〜」（1999年1月30日 - 2月7日、大隈講堂裏劇研アトリエ）
  - 第4回公演「アトランティス」（1999年7月17日 - 25日、大隈講堂裏劇研アトリエ）
  - 第5回公演「エレファント」（1999年12月18日 - 24日、大隈講堂裏劇研アトリエ）
  - 第6回公演「slow」（2000年4月8日 - 17日、大隈講堂裏劇研アトリエ）
  - 第7回公演「光之帝国-The empire of shine-」（2000年9月21日 - 10月1日、大隈講堂裏特設テント） - 主演・クラウド 役
  - 第8回公演「Phantasmagoria」（2001年1月25日 - 2月4日、大隈講堂裏劇研アトリエ / 4月27日、パルテノン多摩小ホール）
  - 第9回公演「ハイレゾ」（2001年11月9日 - 18日 、大隈講堂裏劇研アトリエ） - 主演・イワーン・スプトニーク 役
  - DEAD TECH WORLD「DROP」（2002年3月12日 - 17日、大隈講堂裏劇研アトリエ） - Mr.オービット 役
  - 第10回公演「YELLOW」（2002年7月10日 - 14日、中野ザ・ポケット）
  - 第11回公演「エレファント」（2002年12月12日 - 25日、大隈講堂裏劇研アトリエ） - 飼育員 役
  - 第12回公演「シナファイ-china fight-」（2003年 5月23日 - 6月1日、中野ザ・ポケット） - 満鉄ロボ アトム＆ウラン 役
  - Dead Tech World＃2「film star」（2003年11月15日 - 23日、新宿シアターモリエール） - 主演・ウラガミ 役
  - 第13回公演「ハイレゾ-high resolution-」（2004年5月26日 - 30日、青山円形劇場） - デューク・バンガード 役
  - 第14回公演「アサシンズ-the valley of assassins-」（2004年11月6日 - 14日、中野ザ・ポケット） - ワタル 役
  - 少年社中リバイバル公演「アトランティス」（2005年4月13日 - 17日 、中野ウエストエンドスタジオ）
  - 第15回公演「リドル- Liddell -ALICE'S ADVENTURES IN WONDERLAND」（2005年10月6日 - 9日、青山円形劇場） - 主演・チャンドラ 役 ※イラスト兼任
  - 第16回公演「光の帝国」（2006年3月24日 - 28日、青山円形劇場） - 主演・クラウド 役
  - 弟17回公演「アルカディア」（2006年8月15日 - 20日、シアタートラム） - 主演・クラウド 役
  - 第18回公演「チャンドラ・ワークス〜Chandra Works」（2007年2月7日 - 12日、中野ザ・ポケット）
  - 第19回公演「カゴツルベ」（2008年1月9日 - 14日、吉祥寺シアター）
  - inner child「（紙の上の）ユグドラシル」（2008年4月、青山円形劇場）
  - 第20回公演「アルケミスト」（2008年7月16日 - 21日、中野ザ・ポケット）
  - inner child「ic（アイシー）」（2008年11月、吉祥寺シアター）
  - Innocent Sphere「マロカレタルトリ」（2008年12月、シアターアプル）
  - 第21回公演「ロミオとジュリエット」（2009年8月19日 - 23日、池袋あうるすぽっと）
  - 第22回公演「ファンタスマゴリア」（2009年10月28日 - 11月1日、座・高円寺）　
  - inner child「星合」（2010年4月、シアタートラム）
  - 第23回公演「ネバーランド」（2010年6月23日 - 27日 、青山円形劇場） - ピーターパン 役
  - シャチキス 「伝説との距離」（2010年9月16日 - 19日 、シアタートラム / 9月24日・25日、中村文化小劇場）
  - 少年社中「15Minutes Made」（2010年12月、池袋シアターグリーン）
  - 第24回公演「天守物語」（2011年6月3日 - 12日、吉祥寺シアター）
  - 第25回公演「ハムレットォ！！」（2012年5月25日 - 31日、池袋あうるすぽっと）
  - 少年社中プロデュース「モマの火星探索記〜Inspired by High Resolution〜」（2012年8月3日 - 12日、吉祥寺シアター）
  - 第26回公演「ラジオスターの悲劇」（2013年5月8- 15日、吉祥寺シアター）
  - 第27回公演「ヒーローズ」（2013年8月8日 - 18日、劇場MOMO） - バーニング・シャウター 役 ※脚本兼任
  - 第28回公演 「贋作・好色一代男」（2014年2月4日 - 11日、紀伊國屋ホール）
  - 第29回公演 「ネバーランド」（2014年7月8日 - 15日、青山円形劇場） - ピーターパン 役
  - 第30回公演「リチャード三世」（2015年3月4日 - 12日、池袋あうるすぽっと） - 主演・リチャード三世 役
  - 少年社中×東映 舞台プロジェクト「パラノイア★サーカス」（2016年2月26日 - 3月6日、サンシャイン劇場） - 主演・明智コゴロウ 役
  - 第32回公演「三人どころじゃない吉三」（2016年7月22日 - 31日、紀伊国屋ホール / 8月6日・7日、近鉄アート館） - 主演・和尚吉三 役
  - 第33回公演「アマテラス」（2017年2月3日 - 13日、紀伊国屋ホール） - 主演・白ウサギ 役
  - 「モマの火星探索記〜Inspired by High Resolution〜」（2017年8月9日 - 13日、天王洲 銀河劇場 / 8月19日 - 20日、サンケイホールブリーゼ） - 主演・朱の盤坊 役
  - 少年社中20周年記念第一弾／少年社中×東映 舞台プロジェクト「ピカレスク◆セブン」（2018年1月6日 - 1月15日 / サンシャイン劇場、2018年1月20日 - 1月21日、サンケイホールブリーゼ / 2018年1月27日、岡崎市民会館あおいホール） - 主演・魔女1 役
  - 第34回公演「MAPS」（2018年5月31日 - 6月12日、紀伊國屋ホール / 2018年6月22日 - 6月24日、ABCホール）
  - 第35回公演「機械城奇譚」（2018年8月 - 9月、中野ザ・ポケット） - 主演・店長 役
  - 第36回公演「トゥーランドット〜廃墟に眠る少年の夢〜」（2019年1月　、池袋サンシャイン劇場ほか）
  - 第37回公演「天守物語」（2019年8月 - 12日　、紀伊國屋ホール/近鉄アート館） - 主演・朱の盤坊 役
  - 少年社中「モマの火星探検記」（2020年1月 、池袋サンシャイン劇場ほか） - おじさん 役
  - 第38回公演「DROP」（2021年9月、紀伊國屋ホール） - 主演・ オービット 役
  - 第39回公演「クアンタム-TIMESLIP黄金丸-」（2022年8月4日 - 14日、紀伊國屋ホール / 8月18日 - 21日、近鉄アート館）[6]
  - 第40回公演「三人どころじゃない吉三」（2023年6月8日 - 18日、紀伊國屋ホール） - 和尚吉三 役[7][8]
  - 第41回公演「テンペスト」（2024年1月16日 - 28日、池袋サンシャイン劇場ほか）[9]
  - 第43回公演「すいせいむし」（2024年11月15日 - 24日、紀伊國屋ホール / 11月28日 - 12月1日、近鉄アート館） - 焚 役[10][11]
- ククルカン「その街でいいと思う」（2004年2月、大塚萬スタジオ）
- 劇団鹿殺し主催「百千万夜会（モモチヤマカイ）」（2004年12月、渋谷ライブハウス）
- ホチキス「カモン」（2005年3月、大塚萬スタジオ）
  - 劇団ホチキス「ゴールデンレコード」（2019年6月、池袋あうるすぽっと）
- はらぺこペンギン「煩悩in the sky」（2005年4月、下北沢OFFOFFシアター）
  - はらぺこペンギン「静寂夜」（2006年11月、下北沢OFFOFFシアター）
- 伊トウ本式Y’05サマーツイスタ「編集王」（2005年8月、劇場MOMO）
- 危婦人「大部屋女優　浜子〜宴の華〜」（2007年4月、北沢タウンホール）
- 劇団毛利と米山　第01回公演「銭に向シアターキューブリック「誰ガタメノ剣」（2007年8月　中野ザ・ポケット） - 織田信長 役
  - シアターキューブリック「誰ガタメノ剣」（2008年2月、中野ザ・ポケット）
  - シアターキューブリック「誰ガタメノ剣」（2010年1月、紀伊国屋サザンシアター 大阪ホール）
- QUORAS「カゴツルベ」（2009年3月、青山劇場・NHK）
- Dead Tech World♯3「機械城譚」（2010年2月、劇場MOMO）
- 空想組曲「ドロシーの帰還」（2011年2月、赤坂レッドシアター）
- ミュージカル『薄桜鬼』 - 近藤勇 役
  - 沖田総司 篇（2013年3月14日 - 24日、池袋サンシャイン劇場）
  - 土方歳三 篇（2013年10月2日 - 11日、日本青年館 大ホール）
  - HAKU-MYU LIVE（2014年1月、日本青年館大ホール）
  - 風間千景 篇（2014年5月16日 - 18日、新神戸オリエンタル劇場 / 2014年5月23日 - 6月1日、シアター1010）
  - 藤堂平助 篇（2015年1月10日 - 12日、京都劇場 / 2015年1月17日 - 25日、六本木ブルーシアター1010）
  - 黎明録（2015年5月23日 - 31日、AiiA 2.5 Theater Tokyo / 2015年6月10日 - 14日、京都劇場）
  - 新選組奇譚（2016年1月、天王洲 銀河劇場 / 大阪メルパルクホール）
  - HAKU-MYU LIVE2（2016年8月、京都劇場 / Zepp Divercity）
  - 原田左之助 篇（2017年4月、梅田芸術劇場シアター・ドラマシティ / AiiA 2.5 Theater Tokyo）
  - 『薄桜鬼 志譚』土方歳三 篇（2018年4月21日 - 23日、新神戸オリエンタル劇場 / 4月28日 - 5月1日、明治座）[12]
  - 『薄桜鬼 志譚』風間千景 篇（2019年4月、日本青年館 / 京都劇場）
  - 『薄桜鬼 真改』相馬主計 篇（2021年4月、日本青年館ホール / AiiA 2.5 Theater Kobe）
  - 『薄桜鬼 真改』斎藤一 篇（2022年4月、品川プリンスホテル ステラボール / 5月、京都劇場）[13]
  - HAKU-MYU LIVE 3（2022年10月、Zepp Namba / 11月、Zepp DiverCity TOKYO）[14]
  - 『薄桜鬼 真改』山南敬助 篇（2023年4月、シアター1010 / サンケイホールブリーゼ）[15]
  - 『薄桜鬼 真改』土方歳三篇（2024年4月、AiiA 2.5 Theater Kobe / 天王洲 銀河劇場）[16]
  - 『薄桜鬼 真改』藤堂平助 篇（2025年6月20日 - 29日、天王洲 銀河劇場）[17]
  - HAKU-MYU LIVE 4（2025年12月19日 - 21日、Zepp DiverCity TOKYO / 12月27日 - 28日、Zepp Osaka Bayside）[18]
- ナイスコンプレックス「ゲズントハイト〜お元気で〜」（2016年10月、東京芸術劇場　シアターイースト）
- 東京ハートブレイカーズ「サブマリン」（2017年9月、吉祥寺 STAR PINE'S CAFE） - 永瀬 役
- 演劇集団キャラメルボックス「夏への扉」（2018年3月、池袋サンシャイン劇場 / 明石市立市民会館） - ジョン・サットン 役
- おぼんろ「かげつみのツミ」（2019年5月、王子BASEMENT　MONSTAR）
- 舞台『GOZEN-狂乱の剣-』（2019年9月12日 - 23日、サンシャイン劇場 / 9月27日 - 29日、梅田芸術劇場シアター・ドラマシティ） - 白河三太夫 役[19]
- GORIZO STAGE「天才的脱兎」（2021年4月 - 5月、浅草九劇）
- 演劇の毛利さん「天使は桜に舞い降りて」（2022年1月、池袋サンシャイン劇場 他）
- ARGONAVIS the Live Stage2 〜目醒めの王者と恒星のプログレス〜（2023年2月18日 - 20日、東京建物 Brillia HALL・24日 - 26日、AiiA 2.5 Theater Kobe） - 古澤嘉寿樹役
- 劇団おぼんろ 第24回本公演「聖ダジュメリ曲芸団」（2024年5月30日 - 6月9日、Mixalive TOKYO Theater Mixa）[20]
- 東映ムビ×ステ 舞台「邪魚隊 / ジャッコタイ」（2024年8月9日 - 9月8日、サンシャイン劇場、サンケイホールブリーゼ、一宮市民会館、石川県立音楽堂 邦楽ホール）[21]
- @emotion presents Expression Vol.10 金「IKIZAMA」（2025年1月15日 - 19日、六行会ホール）[22]
- 劇団おぼんろ 第26回本公演『ラルスコット・ギグの動物園』（2025年9月11日 - 9月20日、Mixalive TOKYO Theater Mixa）[23]

### バラエティ
- イベ検（2015年11月28日、2016年1月29日・30日、2月27日、2017年11月26日、テレビ朝日）
- お願いランキング （2016年2月22日、テレビ朝日）
- おはよう&よふかしゴーちゃん。（2016年2月24日、テレビ朝日）
- THE突破ファイル（2018年12月5日、日本テレビ）
- 逆転人生 （2021年8月23日、NHK）

### ゲーム
- アルゴナビス -キミが見たステージへ-（2024年） - 古澤嘉寿樹 役（声優）[24]